# مرتضی اکبری
مرتضی اکبری دارای دکترا در رشته حسابداری دانشگاه علامه طباطبایی، و  بانکدار و مدیر اجرایی ایرانی و مدیر عامل بانک قرض‌الحسنه مهر ایران بود. وی تا پیش از این عضو هیئت مدیره بانک توسعه صادرات ایران بود که به مدیرعاملی بانک قرض الحسنه مهر ایران انتخاب شد.
دکتر اکبری در طی چند سال مدیریت در بانک قرض الحسنه مهر ایران اقدامات زیادی را عملیاتی کرد
که می توان به افزایش سوددهی بانک و افزایش سرمایه بانک و همچنین معرفی بانک مهر ایران به‌عنوان برترین بانک جهان اسلام در سال ۲۰۱۸ نام برد.